# Joseph Taylor Robinson
Joseph Taylor Robinson, né le 26 août 1872 à Lonoke (Arkansas) et mort le 14 juillet 1937 à Washington (district de Columbia), est un homme politique démocrate américain. Il est gouverneur de l'Arkansas en 1913, sénateur du même État entre 1913 et 1937, leader des démocrates au Sénat entre 1923 à 1937 et candidat démocrate à la vice-présidence des États-Unis lors de l'élection présidentielle américaine de 1928, aux côtés d'Al Smith.

## Sources
- (en) Cet article est partiellement ou en totalité issu de l’article de Wikipédia en anglais intitulé « Joseph Taylor Robinson » (voir la liste des auteurs).